# Schloss Landstrost

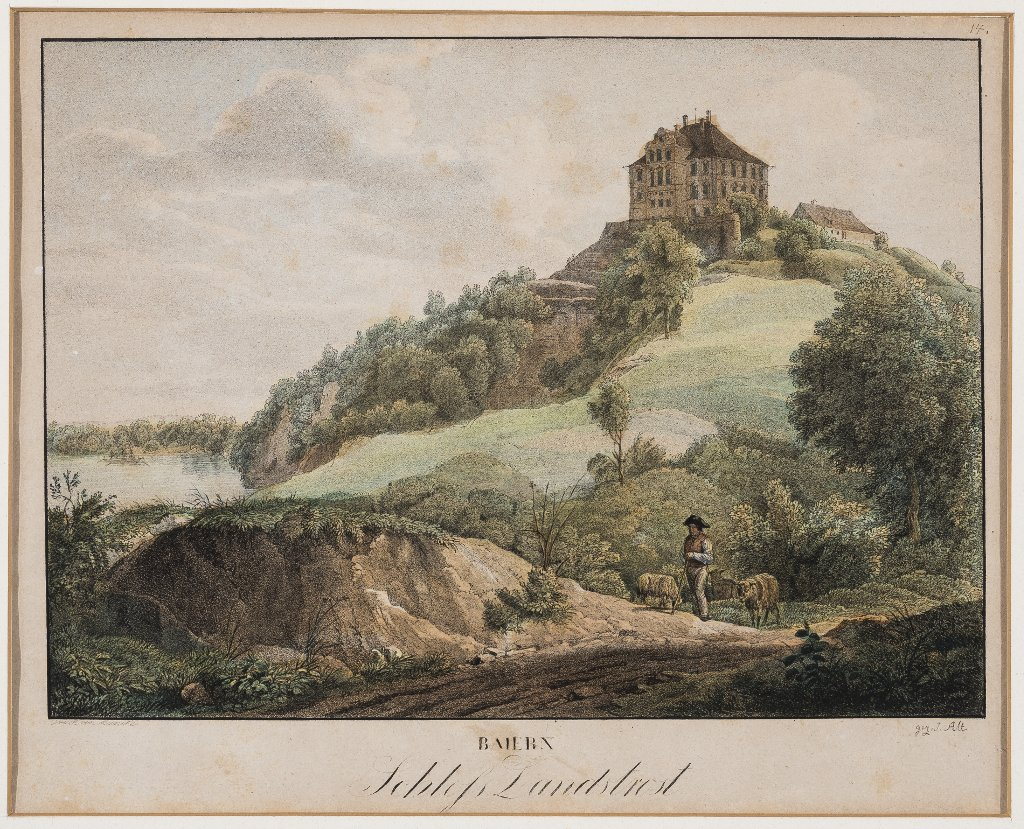
Schloss Landstrost, Ölgemälde, ca. 1826

Das Schloss Landstrost in Offingen, einer Gemeinde im Landkreis Günzburg im bayerischen Regierungsbezirk Schwaben, wurde 1872 abgerissen. 

## Geschichte
Erstmals erwähnt wurde der Ort Offingen in einer Urkunde vom 4. September 1186. 1301 wurde Offingen mit der benachbarten Burg Landstrost durch einen Gebietstausch Teil der Markgrafschaft Burgau. Ort und Bürger wurden danach mehrfach zur Sicherung von Geldforderungen an Gläubiger verpfändet. Über solchen Pfandbesitz und teilweise auch Lehensbesitz traten ab 1380 die Herren von Westernach in Offingen auf. 1659 kauften die Freiherren von Freyberg-Schütz-Eisenberg die Burg und das Schloss Landstrost und den Ort Offingen mit seinen Rechten. Von 1696 bis 1700 wurde in Landstrost durch die Freiherren von Freyberg ein neues Schloss erbaut. Um 1748 wurde auch in Offingen ein Schloss (der heutige Pfarrhof) errichtet. Das Schloss in Landstrost wurde 1871 durch mehrere Erdrutsche schwer beschädigt und 1872 schließlich abgerissen. Erhalten ist ein Ökonomiegebäude.